# 艾迪·伊泰達
艾迪·伊泰達（Eddy Etaeta，1970年6月1日-），前足球運動員，現為大溪地國家足球隊領隊。

## 生涯
由於資源不足，艾迪·伊泰達所效力的球會並不明，只知他曾5次為大溪地國家足球隊上陣，並曾參與了1994年世界盃和1998年世界盃的外圍賽，期間並沒有取得入球。
2010年，他成為大溪地國家足球隊的領隊，並帶領球隊取得2011年大洋洲運動會足球賽事的銅牌。翌年，他率領球隊贏得大洋洲國家盃冠軍，是該國歷史上首個的錦標，並取得了2013年洲際國家盃的參賽資格。